# Judo en Suisse

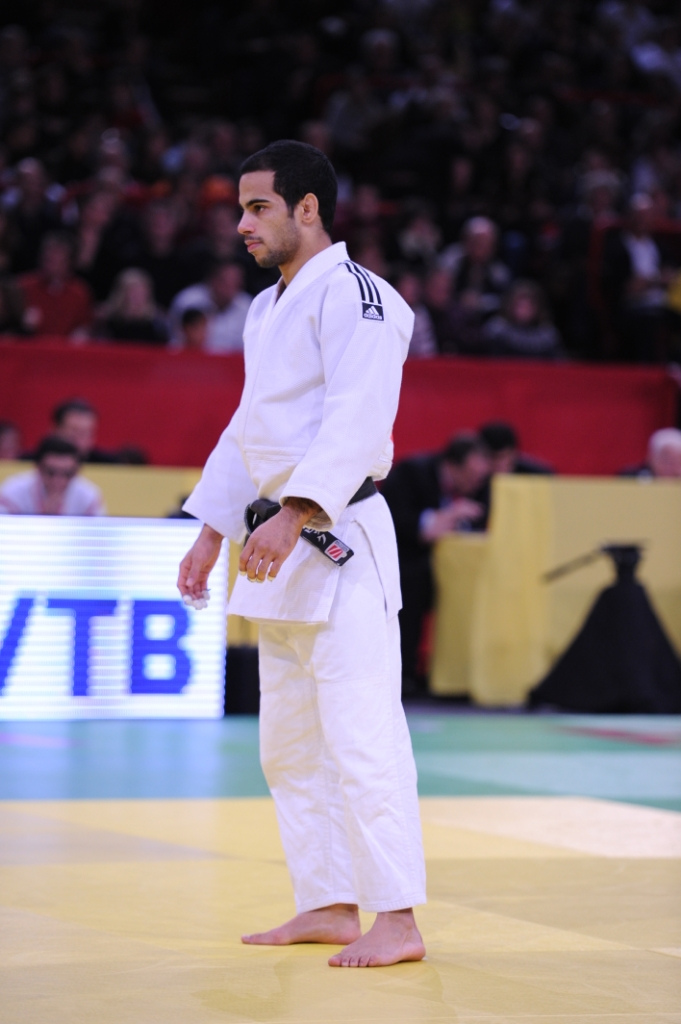
Photographie de Ludovic Chammartin prise lors du Tournoi Grand Chelem de Paris de judo, le 5 février 2011.

Le judo fut créé en 1882 au Japon. Il apparut en Suisse en 1925 grâce au Coréen Hanho Rhi, dans le canton de Zurich. Les couleurs de ceintures européennes furent inventées par Mikinosuke Kawaishi.
En 1951 l’association Suisse de Ju-jitsu change de nom pour devenir l’Association Suisse de Ju-jitsu et Judo, l’ASJJJ. Et au mois de décembre de la même année, la Suisse a l’honneur d’accueillir les grand maîtres du Kodokan Risei Kano, Shigenori Tashiro, Yoshizo Matsumoto et Toshiro Daigo.
En 1951, Le Judo Club de La Chaux-de-Fonds fut fondé. Ce fut le premier club de jûdô du canton de Neuchâtel. Il changea de nom quand la section de Shotokan karate s'y ajouta. 
Un Suisse porte le grade de 9ème Dan, il s'agit de Me Eric Hänni, D'autres Suisses détenaient le 8e dan MM.  Frédéric Kyburz et Marcel Python. 
Mikami Kazuhiro est le représentant officiel du Kōdōkan en Suisse.
En 1976, aux jeux olympiques de Montréal, Jürg Röthlisberger, décroche la médaille de bronze en catégorie Moins de 93 kg. Et 4 ans plus tard aux jeux olympiques de Moscou il gagne la médaille d'or obtenant le premier titre olympique de l’histoire du judo Suisse en Moins de 86 kg .
En 1998 l’ASJ association Suisse de Judo devient la FSJJ fédération Suisse de Judo et Ju-jitsu.
La Fédération suisse de Judo & Ju-Jitsu comprenait 48 600 pratiquants en 2010.